# Bonnaya oppositifolia
Bonnaya oppositifolia är en tvåhjärtbladig växtart som först beskrevs av Anders Jahan Retzius, och fick sitt nu gällande namn av Spreng.. Bonnaya oppositifolia ingår i släktet Bonnaya och familjen Linderniaceae. Inga underarter finns listade i Catalogue of Life.